# Национально-демократическая партия «Фидокорлар»
Национально-демократическая партия «Фидокорла́р» (НДПФ) («Самоотверженные») — официально зарегистрированная правоцентристская политическая партия в Узбекистане, существовавшая в 1999—2008 годах. Партия имела собственный печатный орган — газету «Фидокор».

## История

### Создание
Партия была создана группой активистов, отколовшихся по идеологическим соображениями от правящей Народно-демократической партии Узбекистана и оппозиционной партии «Прогресс Отечества» 4 января 1999 года. 25 июля 2000 года партия официально зарегистрировалась в Министерстве юстиции Республики Узбекистан.

### Идеология и цели
Эксперты считали НДПФ правоцентристской консервативной партией с элементами традиционализма. Национально-демократическая партия «Фидокорлар» ставила перед собой цель «построение светского правового государства на основе гражданского общества и свободной рыночной экономики, доведение качества жизни узбекистанцев до уровня развитых стран, содействовать укреплению имиджа и места Узбекистана на международной арене, растить со всех сторон зрелую молодёжь, защищая их интересы».

### Участие в парламентских выборах 1999
НДПФ участвовала во вторых в истории независимого Узбекистана парламентских выборах в декабре 1999 года. По итогам выборов, НДПФ смогла пройти в парламент страны — Олий Мажлис Республики Узбекистан и неожиданно получила 34 места из 250, став второй политической силой (не считая «кандидатов местных советов», которые заняли первое место с 110 местами) после НДПУ. Среди «кандидатов местных советов» не числилось ни одного депутата из НДПФ. Последующие места на выборах заняли партия «Ватан тараккиёти» (20 мест), независимые кандидаты (16 мест), СДП «Адолат» (11 мест) и ДП «Миллий тикланиш» (10 мест).

### Участие в президентских выборах 2000
Накануне очередных президентских выборов в 2000 году, действующий президент страны Ислам Каримов неожиданно вступил в НДПФ, и выдвинулся на президентские выборы от этой партии. По итогам выборов Ислам Каримов набрал 91,09 % голосов и был переизбран на пост президента Узбекистана.

### Слияние с партией «Ватан тараккиёти»
В самом начале 2000 года начались переговоры между руководством НДПФ и партии «Ватан тараккиёти» («Прогресс Отечества») об объединении из-за схожих политических взглядов и идеологии двух партий. 14 апреля 2000 года в Ташкенте состоялся объединенный съезд партии «Фидокорлар» и партии «Ватан тараккиёти», где они официально объединились под единым названием национально-демократической партии «Фидокорлар». Новым лидером объединённой новой партии стал бывший лидер партии «Ватан тараккиёти» Ахтам Турсунов. Фактически «Фидокорлар» поглотил «Ватан тараккиёти» и члены последней стали членами первой, часть вышли из членства.

### Слияние (поглощение) партией ДП «Миллий тикланиш»
20 июня 2008 года национально-демократическая партия «Фидокорлар» и демократическая партия «Миллий тикланиш» объединились под единым названием последнего.